# Quatrième circonscription de la préfecture de Saitama
La quatrième circonscription de la préfecture de Saitama (埼玉県第4区, Saitama-ken dai-yon-ku) est l'une des seize circonscriptions législatives que compte la préfecture de Saitama au Japon.

## Description géographique
Entre 1994 et 2002, la quatrième circonscription de la préfecture de Saitama regroupait les villes de Toda, Asaka, Shiki, Wakō et Niiza.
Depuis 2002, elle correspond aux villes d'Asaka, Shiki, Wakō et Niiza.

## Députés
| Législature | Début de mandat | Fin de mandat | Député élu          | Parti politique | Parti politique |
| ----------- | --------------- | ------------- | ------------------- | --------------- | --------------- |
| 41e         | 1996            | 2000          | Kiyoshi Ueda        |                 | Shinshintō      |
| 42e         | 2000            | 2003          | Kiyoshi Ueda        |                 | PDJ             |
| 43e         | 2003            | 2005          | Hideo Jinpū (ja)    |                 | PDJ             |
| 44e         | 2005            | 2009          | Chūkō Hayakawa      |                 | PLD             |
| 45e         | 2009            | 2012          | Hideo Jinpū         |                 | PDJ             |
| 46e         | 2012            | 2014          | Mayuko Toyota       |                 | PLD             |
| 47e         | 2014            | 2017          | Mayuko Toyota       |                 | PLD             |
| 48e         | 2017            | 2021          | Yasushi Hosaka (ja) |                 | PLD             |
| 49e         | 2021            | 2024          | Yasushi Hosaka (ja) |                 | PLD             |
| 50e         | 2024            | -             | Yasushi Hosaka (ja) |                 | PLD             |